# Hippopotamus gorgops
Hippopotamus gorgops ("hroch gorgonský") je druh vyhynulého hrocha, žijícího v období pozdního pliocénu až středního pleistocénu (asi před 2,5 miliony až 700 tisíci lety) nejdříve na území severní a východní Afriky (Keňa, Uganda, Tanzanie, Etiopie) a později Levanty (Izrael).

## Popis

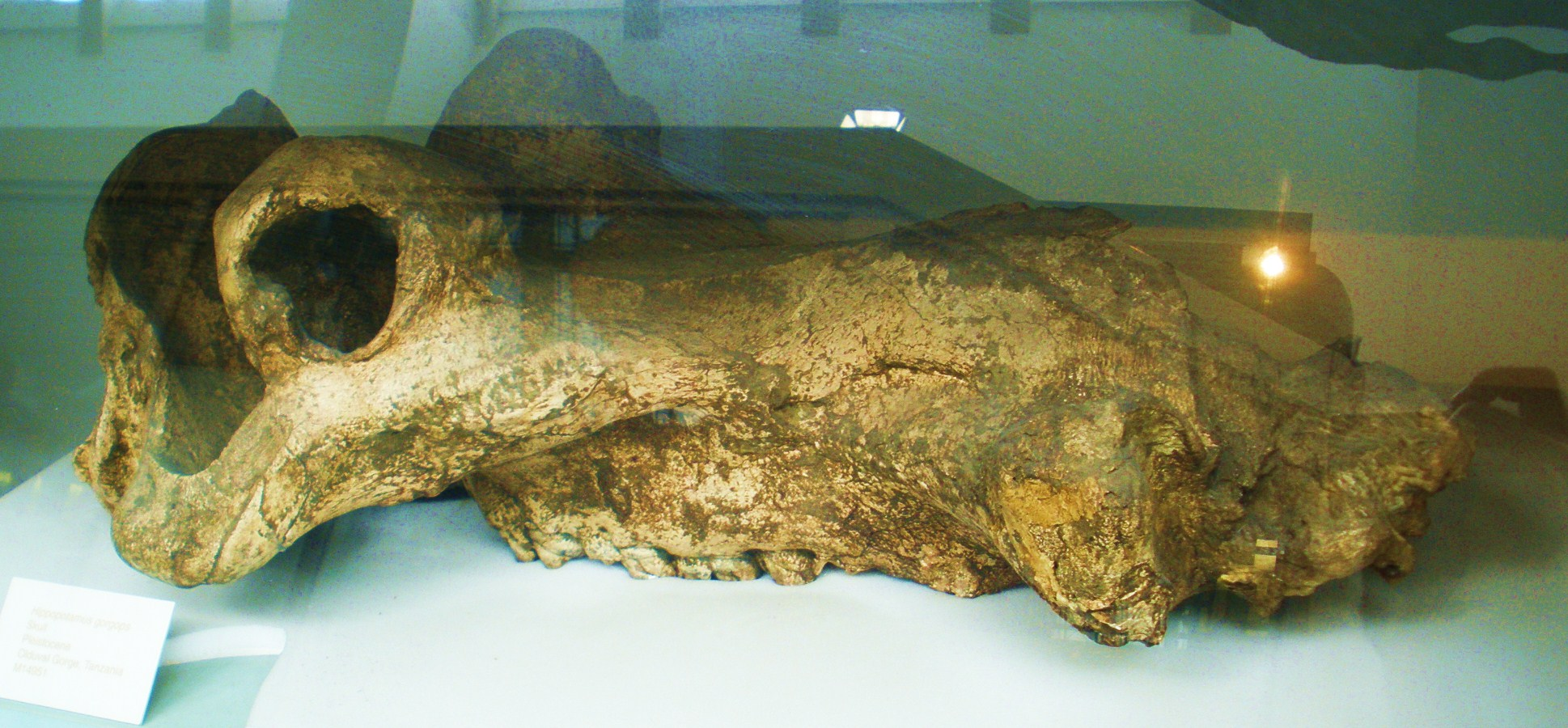
Horní část lebky druhu Hippopotamus gorgops

H. gorgops byl velkým sudokopytníkem, dosahujícím odhadované tělesné délky 4,3 metru, výšky 2,1 metru a hmotnosti kolem 3900 až 4500 kilogramů. Byl tak větší než průměrné exempláře současného hrocha obojživelného. Dalším nápadným rozdílem bylo umístění očí, které výrazně vystupovaly nad úroveň lebky a umožňovali hrochovi vidět dobře nad hladinu i při úplném ponoření pod vodou (v ještě větší míře, než je tomu u hrocha obojživelného). Formálně byl tento druh popsán v roce 1928 německým badatelem Wilhelmem Otto Dietrichem.

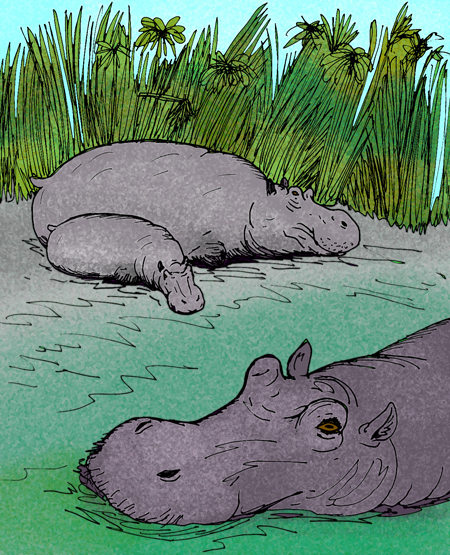
Hippopotamus gorgops - rekonstrukce vzezření.